# Michał Niemirowicz Szczytt
Michał Niemirowicz Szczytt (Szczytt Niemirowicz / Szczytt) herbu Jastrzębiec (zm. w lub po 1800) – szambelan JKM Stanisława Augusta (1780), sędzia grodzki połocki
Jako sędzia grodzki połocki wyznaczony przez sejm rozbiorowy w 1774 lub 1775 do jednej z komisji.
Kawaler Orderu Św. Stanisława (1789).
Pochodził z gałęzi wierzchowskiej Niemirowiczów-Szczyttów. Młodszy syn Adama (wnuka Justyniana) i Barbary z Sakowiczów II v. za Józefem Lewkowiczem, córki podczaszego trockiego Macieja i Bogumiły z Nowackich.
Wcześnie osierocony. Opiekę nad nim i rodzeństwem przejął kasztelan inflancki Jan Niemirowicz-Szczytt, a później jego syn Justynian.
Brat posła na Sejm Wielki Marcina Niemirowicza-Szczytta i Honoraty za Adamem Maszewskim.
Zmarł bezpotomnie.